# Celeste Caeiro
Celeste Martins Caeiro (Lisboa, 2 de maig de 1933 - Leiria, 15 de novembre de 2024) va ser la ciutadana portuguesa que el dia 25 d'abril de 1974 va distribuir clavells als soldats que sortiren dels quarters per recolzar el cop d'estat que va acabar amb el règim dictatorial liderat per Marcelo Caetano. Per aquest motiu, la revolució va ser coneguda com la Revolució dels Clavells.

## Biografia
De mare gallega, era la més jove de tres germans i gairebé no va conèixer el seu pare, que els va abandonar. Celeste Caeiro treballava, en l'època de l'aixecament, en un restaurant de Lisboa on s'oferien clavells a la clientela, però com que el 25 d'abril de 1974 no va obrir amb motiu del cop d'estat que s'estava produint, el gerent va donar els clavells al personal perquè se'ls emportessin cap a casa.

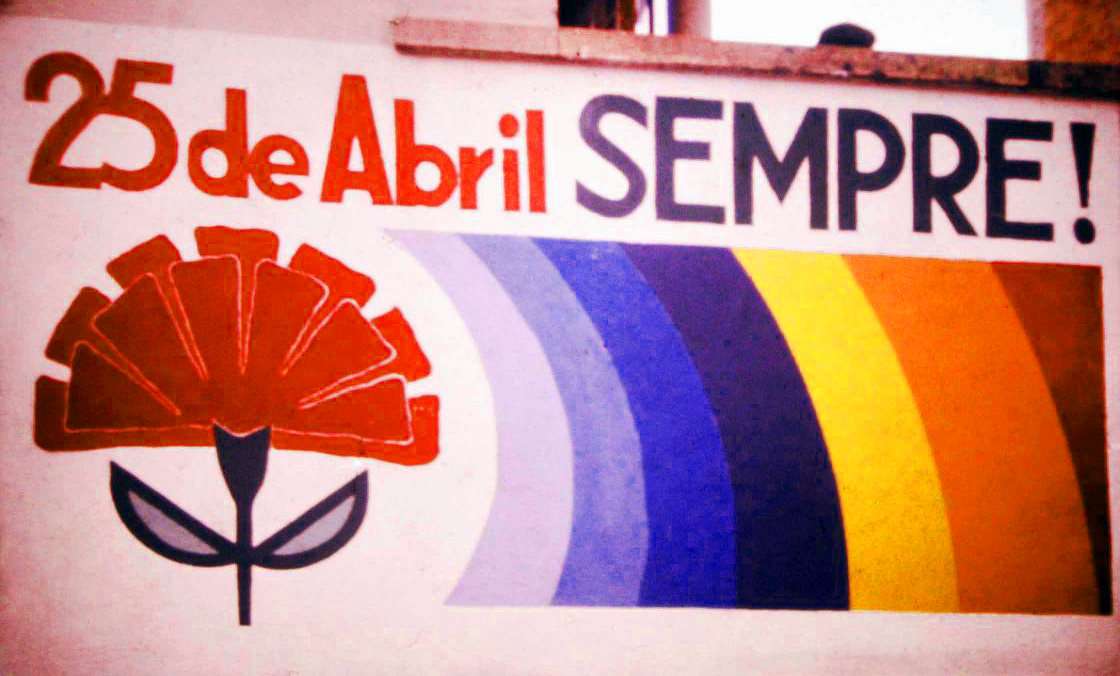
Cartell commemoratiu de la Revolució del Clavells

De camí cap a casa, Celeste es va trobar els tancs dels revolucionaris i tot preguntant què passava, un soldat li va respondre «Anem al Carmo a detenir Marcelo Caetano. Això és una revolució!». El soldat li va demanar un cigarret, però com que Celeste no en tenia cap, li va donar un clavell, que ell es va posar en el canó de l'escopeta. I així, en el camí des de Chiado fins a l'Església dels Màrtirs, Celeste va anar repartint clavells als soldats que trobava.
Després va ser anomenada Celeste dos cravos (Celeste la dels Clavells) El 1999 la poeta Rosa Guerreiro Dias li va dedicar el poema Celeste em Flor.